# Hammah
Hammah (en baix alemany Hammoh) és un municipi del municipi conjunt d'Himmelspforten al districte de Stade a Baixa Saxònia a Alemanya. El 31 de desembre de 2010 incloïa 2.849 habitants. Es troba a la línia ferroviària Hamburg-Cuxhaven.

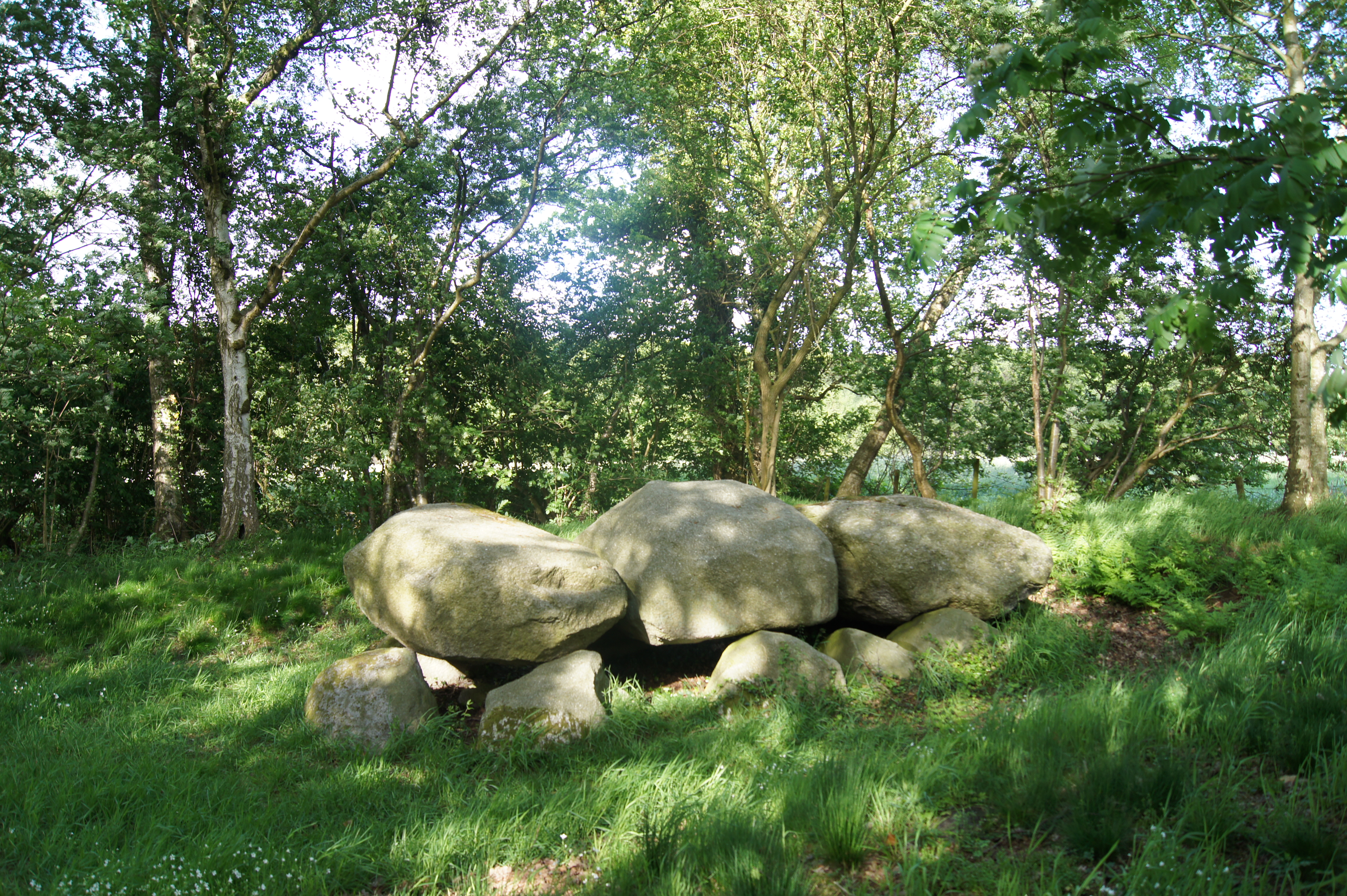
Un dels darrers dòlmens conservats, prop del barri de Stiernebarg

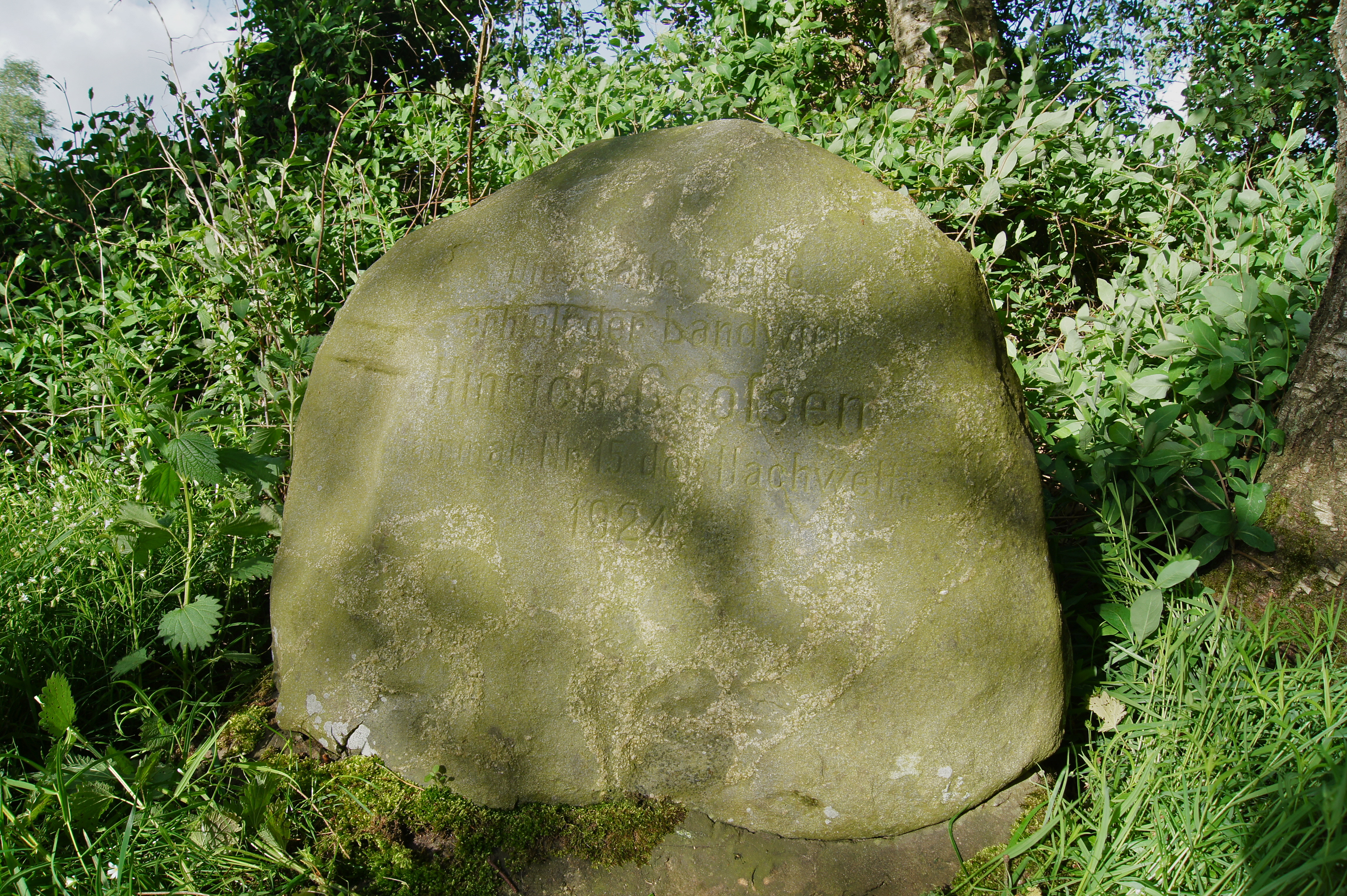
Pedra commemorativa d'Enric Coolsen que va salvar el dolmen

Ja a l'edat del bronze, Hammah era un assentament important, del qual testimoniegen els nombrosos dòlmens. Al segle xx, molts en van ser destruïts per fer espai a la construcció o perquè es consideraven com un obstacle a l'agricultura. El dolmen més conservat es troba molt amagat en un petit bosc al costat de la carretera K3. Va esdevenir l'emblema del municipi i figura, junts amb la casa de la vila, a l'escut. Al lloc del dolmen va erigir-se una pedra commemorativa dedicada a Hinrich Coolsen, l'agricultor que el 1924 va salvar el monument contra la destrucció.

## Llocs d'interès
- La reserva natural a l'entorn del llac Hamaher See al geest de Stade
- Tres dòlmens al nucli de Stiernebarg
- Masos antics d'entramat de fusta
- Un projecte experimental de cogeneració i recuperació de calor[4]

Galeria

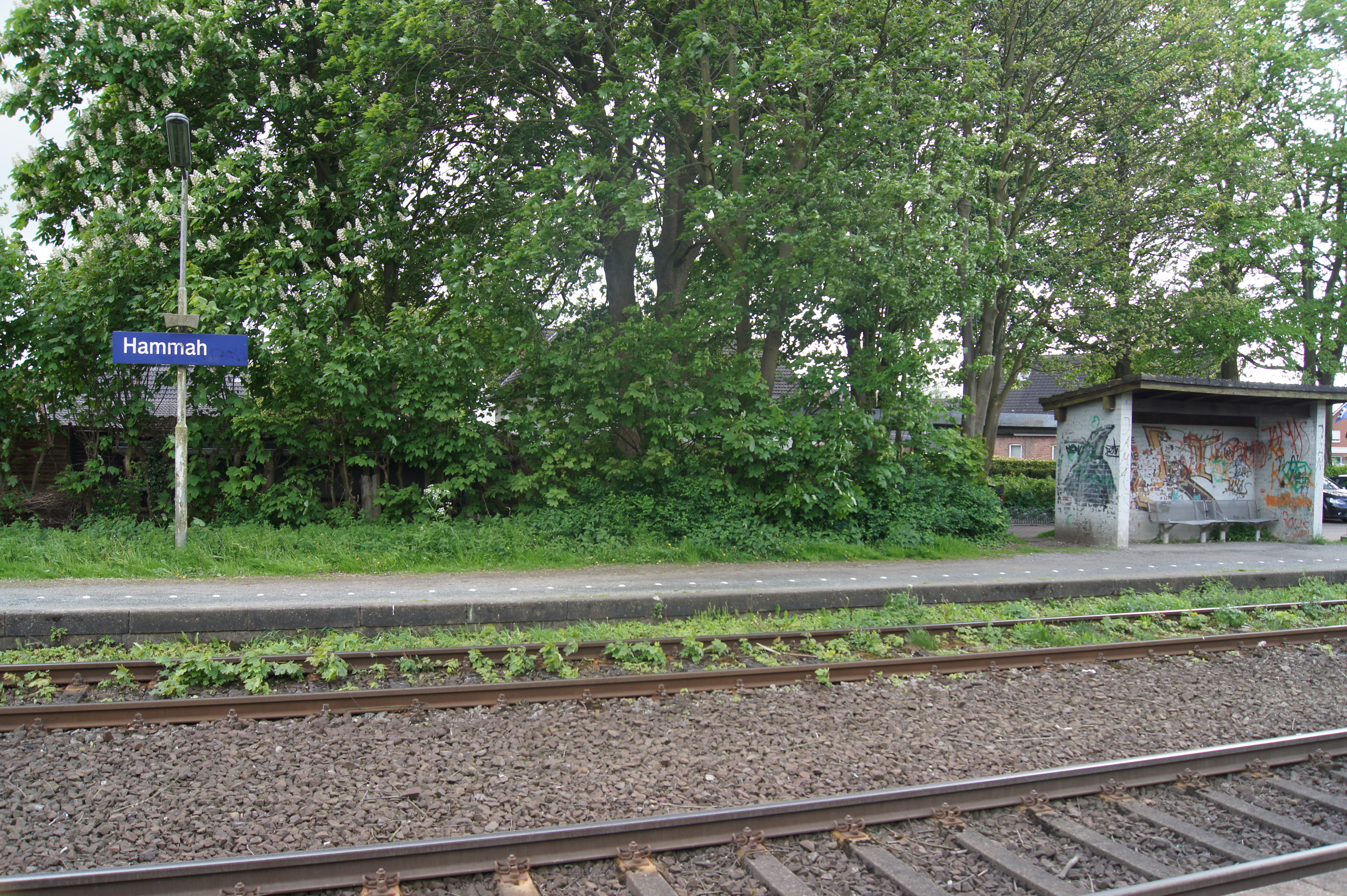
L'estació
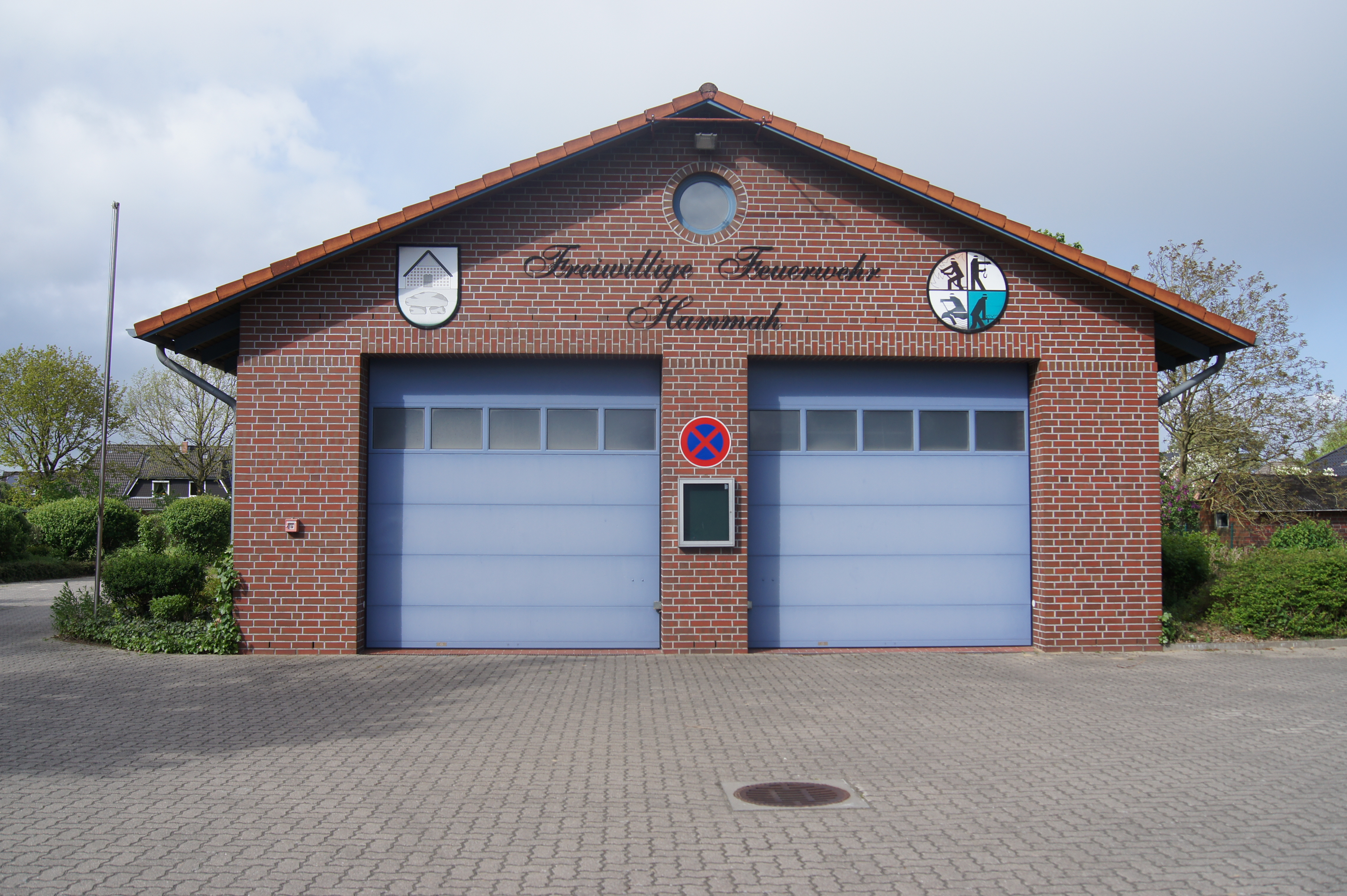
Casa dels bombers
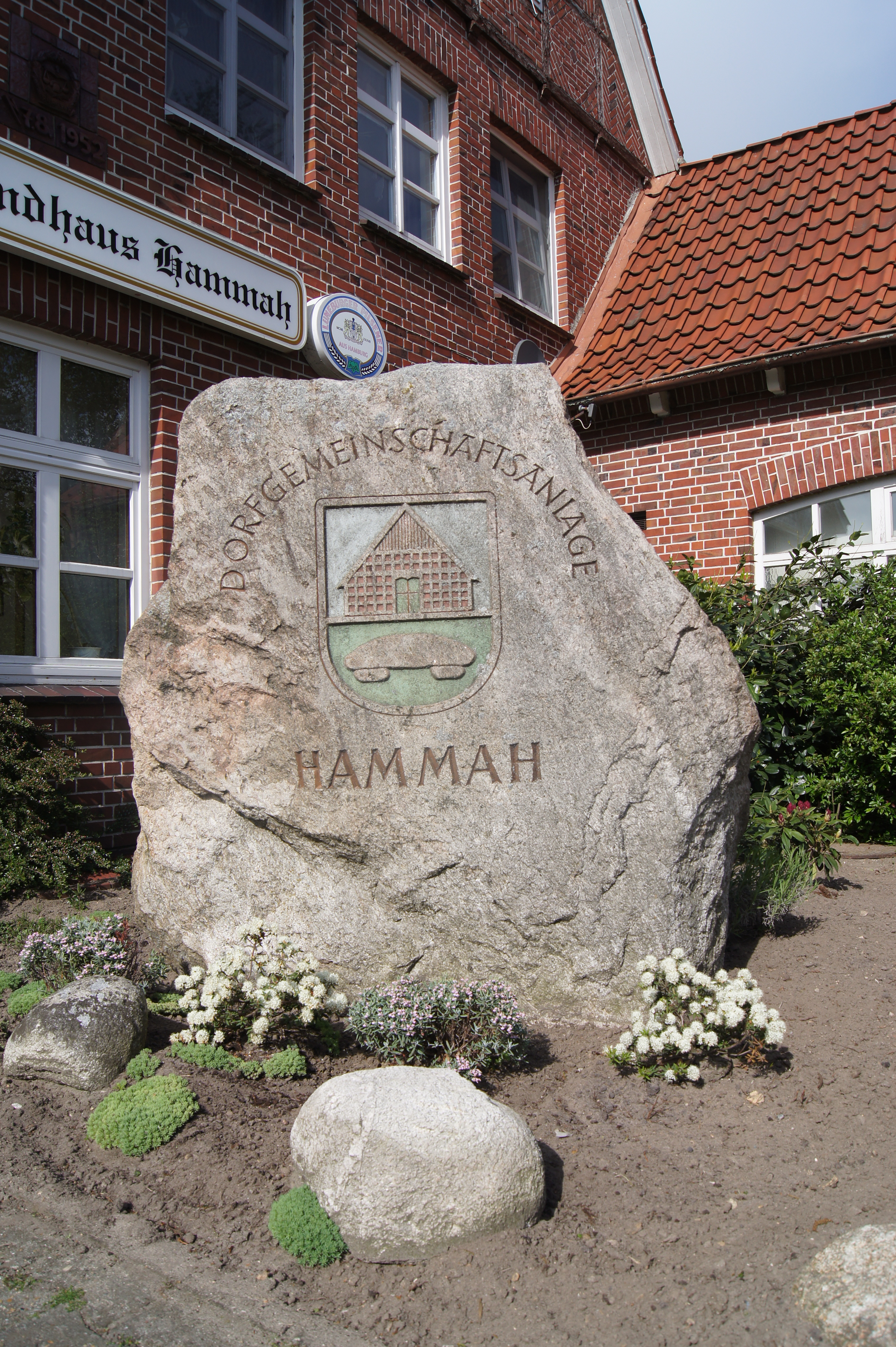
Monument amb escut en un bloc erràtic
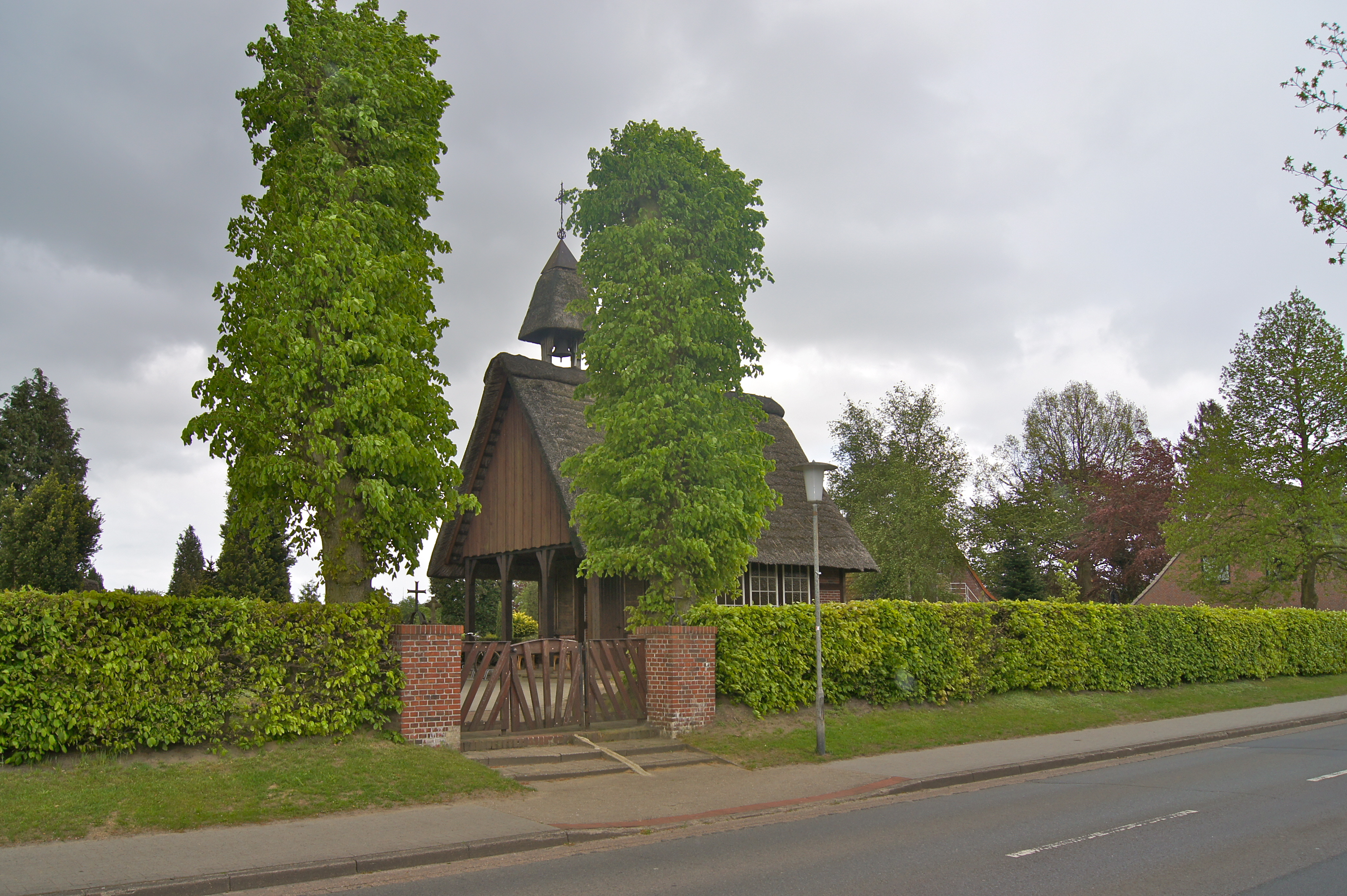
Capella dedicada als morts de les guerres a l'entrada del cementiri
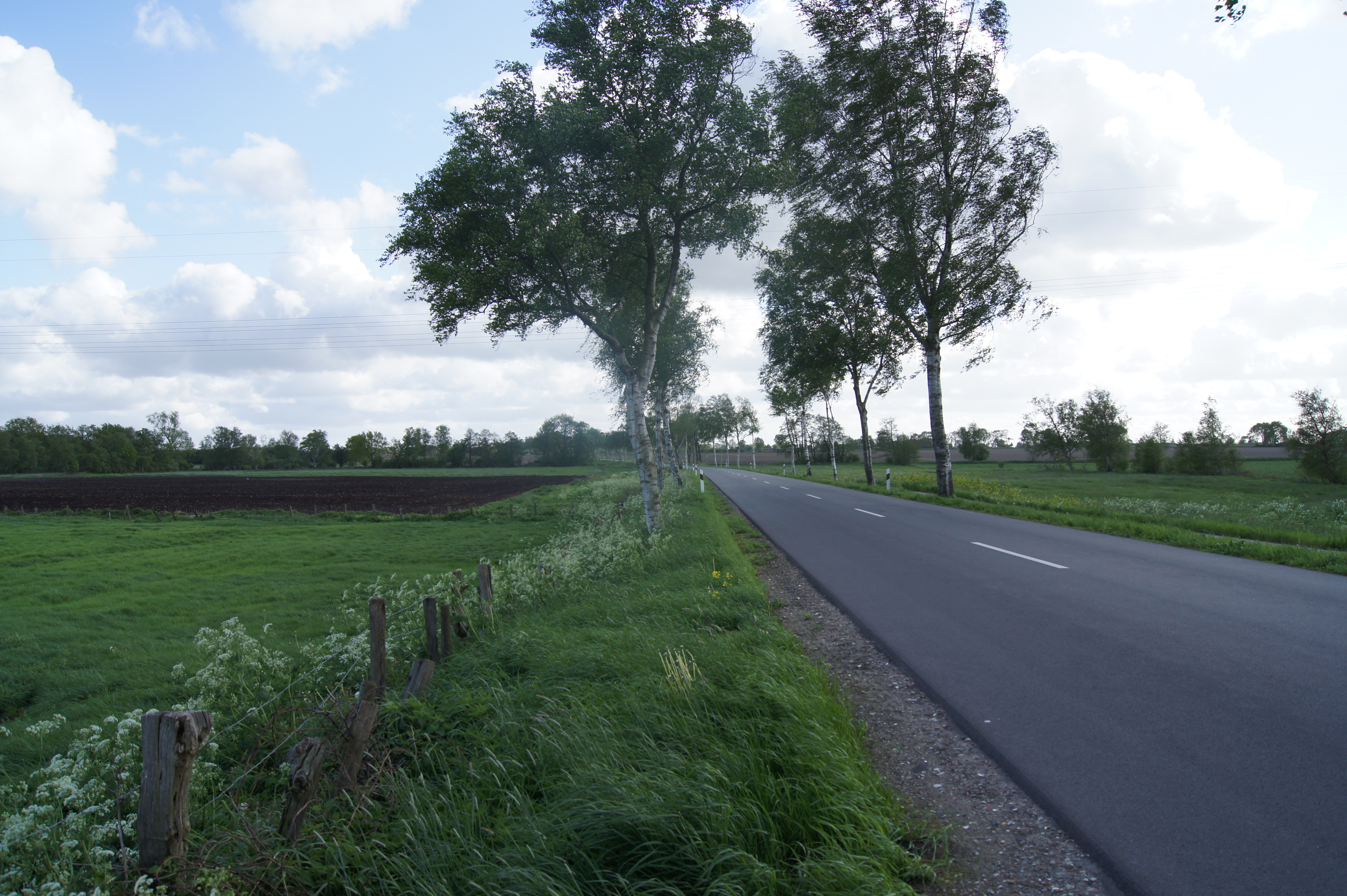
Carrer de l'estació, prop de Stiernbarg
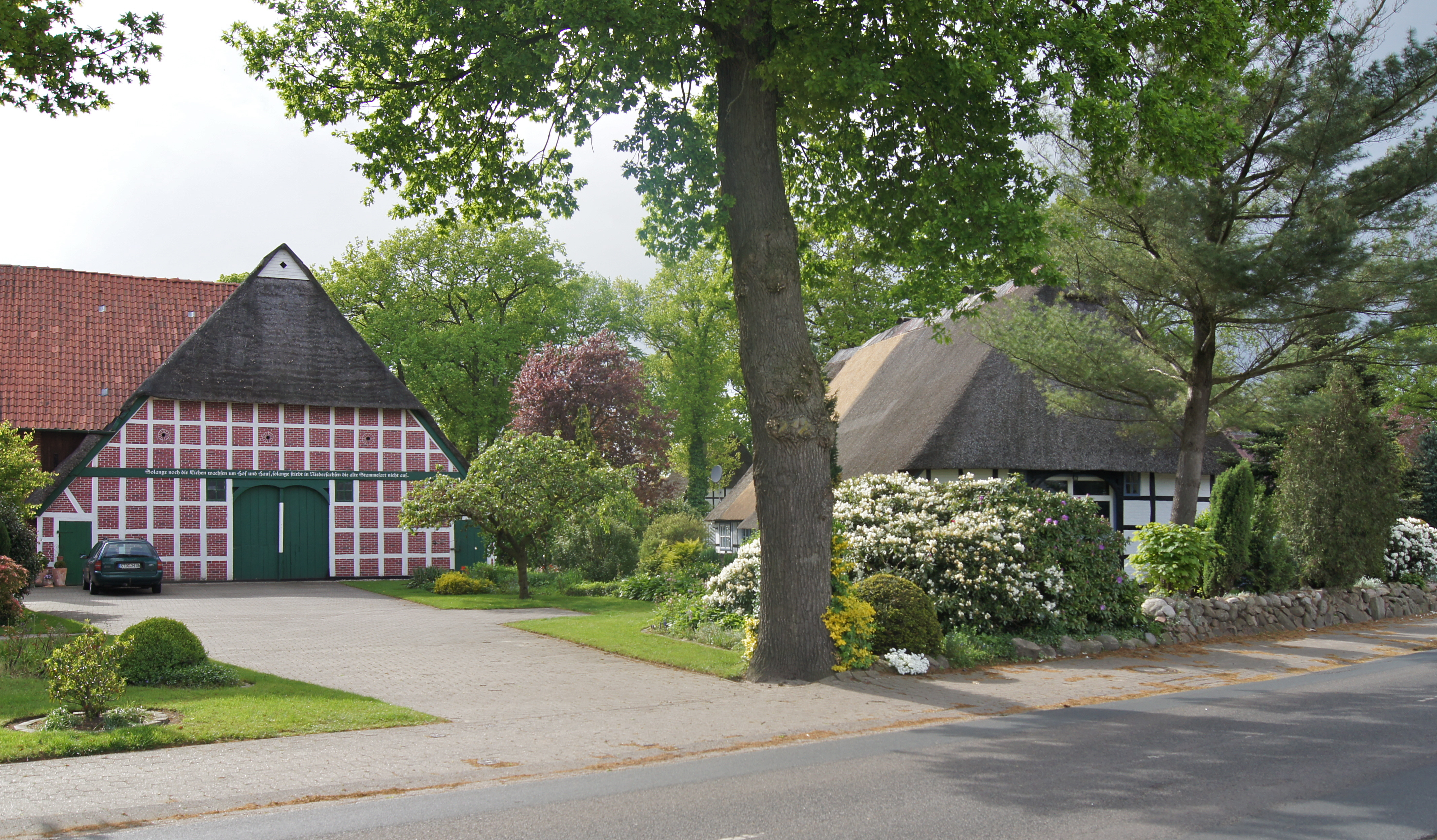
Masos d'entramat de fusta
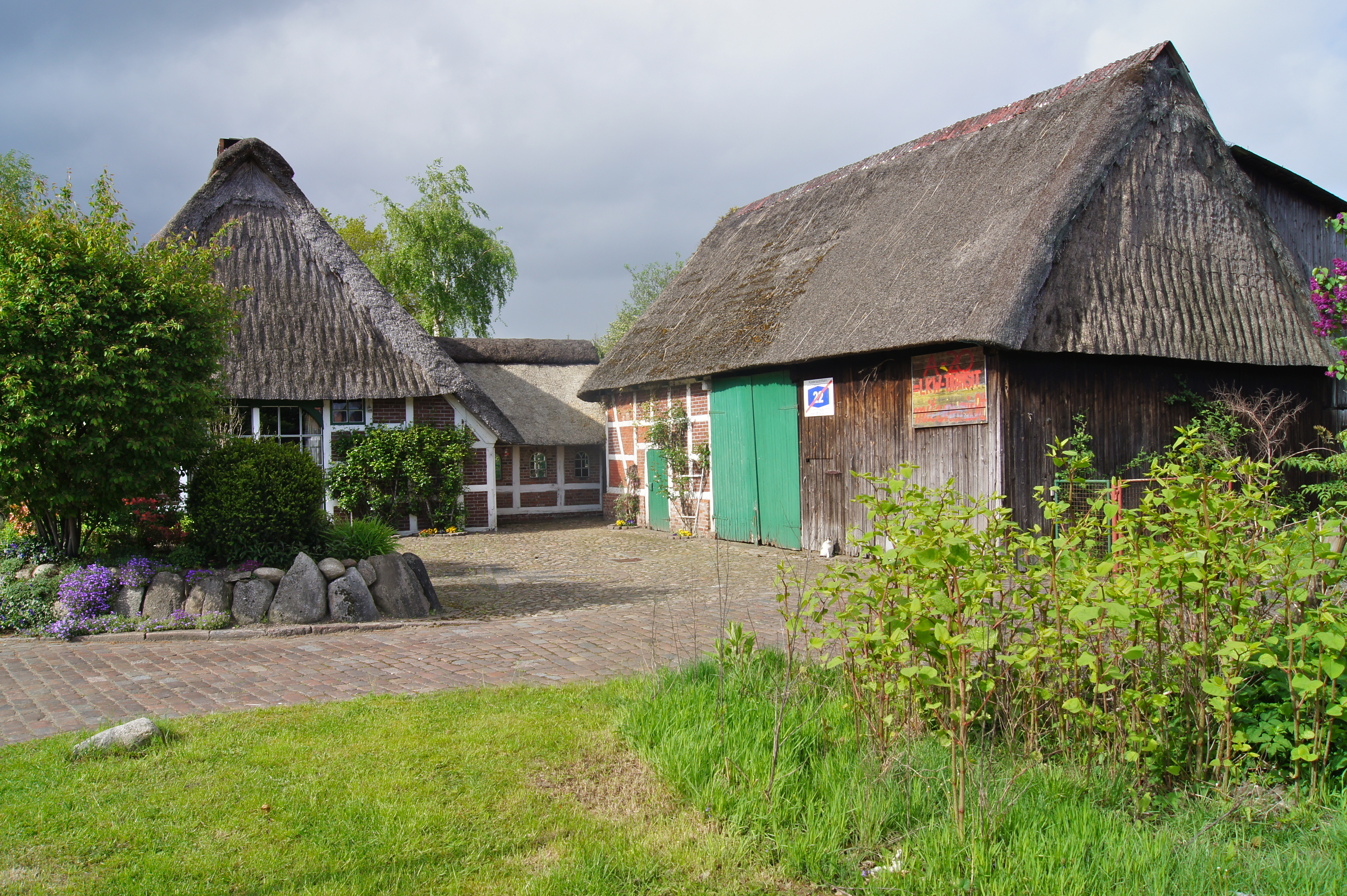
Mas amb teulat de vímet

## Nuclis
- Middelsdörp
- Groot Stiernbarg

## Municipi agermanat
- Hamma (Turíngia)

## Persones d'Hamma
- Hinrich Coolsen, protector del patrimoni històric.